# Hőgyész
Hőgyész é uma vila da Hungria, situada no condado de Tolna. Tem 37,15 km² de área e sua população em 2019 foi estimada em 2.858 habitantes.